# الوارو ارویو
الوارو ارویو (انگلیسی: Álvaro Arroyo؛ زادهٔ ۲۲ ژوئیهٔ ۱۹۸۸) بازیکن فوتبال اهل اسپانیا است که در موقعیت مدافع راست بازی می کند.
از باشگاه‌هایی که در آن بازی کرده‌است می‌توان به باشگاه فوتبال آلکورکون و باشگاه فوتبال ختافه اشاره کرد.

## دوران بازی
او که متولد شهر مادرید است اولین بازی خود را در باشگاه رایو وایکانو انجام داد و برای اولین بار در لیگ دسته سوم اسپانیا در برابر اتلتیکو مادرید ب بازی کرد.